# Joseph Addison
Joseph Addison (Milston (Wiltshire), 1 mei 1672 – Kensington, (Londen) 17 juni 1719) was een Britse politicus en schrijver. Zijn naam wordt gewoonlijk gememoreerd samen met die van zijn levenslange vriend, Richard Steele, met wie hij het tijdschrift The Spectator oprichtte.
Addison studeerde klassieke talen in Oxford. Vervolgens reisde hij vier jaar door Frankrijk en Italië. Het eerste grote gedicht dat hij publiceerde was The campaign (1705), dat hij opdroeg aan de hertog van Marlborough voor diens overwinning bij Blenheim. 
Hij werkte mee aan het door Steele opgerichte tijdschrift The Tatler. In het samen met Steele opgerichte blad The Spectator waren zijn bekendste bijdragen de commentaren op Paradise Lost van John Milton en op de opera aan het begin van de 18e eeuw. Populair werden ook de met Steele geschreven Sir Roger de Coverley papers, die op een rake en vermakelijke manier het leven van een landedelman en zijn bezoeken aan Londen beschrijven. In 1717 werd Addison, die onder meer sinds 1708 lid van het Lagerhuis was en ook bestuursfuncties vervulde, tot Secretary of State benoemd. 
Zijn toneelstuk Cato is vertaald door Pieter Langendijk in samenwerking met Hermanus Angelkot.
Hij werd begraven in Westminster Abbey.